# جيسي شاورمان
جيسي شاورمان (بالهولندية: Jesse Schuurman) هو لاعب كرة قدم هولندي، ولد في 11 مارس 1998 في Bemmel ‏ في هولندا. لعب مع فيتيسه آرنهم.

## وصلات خارجية
- جيسي شاورمان على موقع قاعدة بيانات كرة القدم.إي يو (الإنجليزية)
- جيسي شاورمان على موقع Soccerway.com (الإنجليزية)
- جيسي شاورمان على موقع عالم كرة القدم.نت (الإنجليزية)